# Deutsche B-Fußballnationalmannschaft
Die deutsche B-Fußballnationalmannschaft war eine ständig stark fluktuierende Auswahl von Spielern, die zum Zweck der Erweiterung bzw. Heranführung an den Kader der A-Auswahl vom Deutschen Fußball-Bund (DFB) geführt wurde. Zwischen 1951 (0:2 gegen die Schweiz am 14. April in Karlsruhe) und 1986 (3:0 gegen Schweden am 28. Oktober in Essen) bestritt die B-Elf 62 Länderspiele (40 Siege, 7 Unentschieden, 15 Niederlagen; Torverhältnis 122:65). Laut dem früheren Bundestrainer Sepp Herberger diente sie „der Erfassung und Förderung des Nachwuchses in einer spielstarken Mannschaft“. Die Juniorennationalmannschaft U 21 löste schließlich diese Mannschaft ab, nachdem seit 1974 keine Länderspiele mehr mit der Juniorennationalmannschaft U 23 durchgeführt wurden.

## Geschichte

### Die Rahmenbedingungen der Nationalmannschaft Anfang der 1950er Jahre
Im DFB wurde die Leistungsspitze des Fußballsports Anfang der 1950er Jahre durch die Nationalmannschaft, Repräsentativspiele der Regionalverbände, die Staffeln der Fußball-Oberligen (Süd, Südwest, West, Nord, Berliner Stadtliga) und die Endrunde um die deutsche Fußballmeisterschaft repräsentiert. Zur Saison 1950/51 wurden mit Schaffung einer 2. Liga (anfangs auch II. Division) im Süden zu der bereits 1949/50 im Westen bestehenden eine weitere Vertragsspielerklasse eingeführt und die 1. Amateurliga als oberste Spielklasse des Amateurfußballs installiert.

Repräsentativspiele der Regionalverbände hatten nach dem Zweiten Weltkrieg fast den Charakter von Länderspielen. Historischer Hintergrund waren die vormaligen Wettbewerbe um den Kronprinzenpokal beziehungsweise ab 1919 um den Bundespokal der Verbandsauswahlmannschaften der Regionalverbände des DFB. Am 24. März 1946 fand in Stuttgart das erste Spiel dieser überregionalen Begegnungen statt. Süddeutschland gewann mit 3:0 Toren gegen Westdeutschland. „Eineinhalb Jahrzehnte hatte sie in der Oberligaära sozusagen ihren zweiten Frühling, und die Popularität war immens. Etliche Wochen vor jedem dieser Matches gab es ausführliche Vorschauen und Formberichte, und die Fachpresse ließ ihre Leser über die Aufstellungen abstimmen, mit riesigem Echo. Entsprechend waren Ehrgeiz und Einsatz der Spieler.“ Zur Sichtung waren sie für Bundestrainer Sepp Herberger beim Aufbau der Nationalmannschaft besonders wertvoll. Von einer „engmaschigen“ Sichtung des Spielermaterials – gleich gar nicht von mehrmaligen Augenscheinsterminen – in den fünf Oberligen konnte unter den damaligen personellen Gegebenheiten im DFB, der noch nicht gegebenen Fernsehberichterstattung sowie der vergleichsweise eingeschränkten Mobilität keine Rede sein. Die vertrauensvolle Mitarbeit der Verbandssportlehrer deckte alleine die Fläche ab, der entscheidenden Instanz des Bundestrainers waren aber nur begrenzte „Stichproben“ möglich. Die Berichterstattung in den Zeitungen über die regionalen Oberligen waren nicht objektiv verwertbar im Streit über das konkurrierende Leistungsvermögen der Spieler im Süden, Südwesten, Westen, Norden und Berlin. Die Journalisten im Süden – das traf selbstverständlich auch im Umkehrschluss zu – hatten wenig Ahnung über das Spielerreservoir in den Oberligen West und Nord, zumindest nicht in der Breite. Lediglich über die Endrundenteilnehmer der „fremden“ Oberligen konnte man sich ein Bild verschaffen. Ob darüber hinaus aber ein Talent in Heide, Düren oder Augsburg beobachtungswert sei, darüber fehlte in diesen Jahren auch den Zeitungsleuten jede ernsthafte Handhabe. Bei Landefeld wird dazu festgehalten:

„Denn wie sollte schon ein Journalist im Westen so genau wissen, was denn im Südwesten oder in Schleswig-Holstein los war, welcher Spieler tatsächlich das Zeug zum Nationalspieler und nicht nur provinziell und lokalpatriotisch überschätzt wurde?“

Mehr half das legendenumwobene „Notizbuch“ des Bundestrainers, in dem alle Talente und Könner des deutschen Fußballs notiert sein sollten. „Der Notizbuch-Legende hat der Bundestrainer nie widersprochen. Solche Mythen liebte er, übten sie doch auf die Umwelt eine suggestive Kraft aus.“ Das Schema der Herbergerschen Nachwuchssuche hatte eindeutig mit den damals zur Verfügung stehenden einfachen Kommunikationswegen zu tun. Es gab für ihn die Berichte der Verbandstrainer und die Beurteilungen der Oberligatrainer. Erst wenn sich mehrmals die Vorschläge und Beurteilungen von Verbands- und Vereinstrainer deckten, nahm Herberger die Spieler persönlich unter die Lupe.
In der Saison 1950/51 führten in den Oberligen die Vereine 1. FC Nürnberg, SpVgg Fürth, VfB Mühlburg (Süd), 1. FC Kaiserslautern, Wormatia Worms, FK Pirmasens (Südwest), FC Schalke 04, Preußen Münster, Borussia Dortmund (West), Hamburger SV, FC St. Pauli, Holstein Kiel (Nord) sowie in Berlin Tennis Borussia, SC Union 06 und Hertha BSC die Tabelle an. Die Zweitklassigkeit spielte sich im Norden in fünf Amateurstaffeln, im Südwesten in sechs Amateurstaffeln (ab 1951/52 wurde die 2. Liga Südwest eingeführt), in Berlin in der Amateurligastaffel mit 12 Vereinen, im Westen in einer zweigeteilten 2. Liga und in Süddeutschland in der 2. Liga mit 18 Vereinen ab. Die persönliche Sichtungsmöglichkeit im Ligaalltag war somit durch den Bundestrainer alleine schon durch die Anzahl der in Frage kommenden Spielklassen nur punktuell möglich.
Mehr an Relevanz und auch deutlich an Qualität und Aussagekraft brachte die alljährliche Phase der Endrundenspiele um die deutsche Meisterschaft. Von 1948 bis 1951 hatte es die vier Meister mit dem 1. FC Nürnberg (1948), VfR Mannheim (1949), VfB Stuttgart (1950) und dem 1. FC Kaiserslautern (1951) gegeben. Den Einzug in die Endspiele hatten der 1. FC Kaiserslautern (1948), Borussia Dortmund (1949), Kickers Offenbach (1950) und Preußen Münster im Jahr 1951 erreicht.
Für Spieler, die sich mit ihren Vereinen in den Endrunden präsentieren konnten, war es objektiv leichter, die Aufmerksamkeit der Fußballöffentlichkeit zu erreichen und Aufnahme in das „Notizbuch“ des Bundestrainers zu finden. Talente und reife Könner dagegen, die mit der Leistungsstärke ihrer Vereine nicht die sportliche Möglichkeit hatten, in die Endrunde zu gelangen, die hatten es sehr schwer, überregional wahrgenommen zu werden.
Als ab der Saison 1955/56 erstmals der Europacup der Landesmeister ausgespielt wurde – ab 1960/61 wurde auch der Cup der Pokalsieger ausgetragen –, wurde dem Vereinsfußball die Möglichkeit geschaffen, sich über die Landesgrenzen hinaus unter Wettbewerbsbedingungen zu messen. Von dieser sportlich wie auch finanziell belebenden Konkurrenz profitierte auch die Sichtung für die Nationalmannschaft, wenn auch in Deutschland in den Anfangsjahren des Europacups, seine Faszination und sein Beitrag zur Leistungssteigerung nicht in seiner elementaren Bedeutung für den europäischen Fußball erkannt worden ist. Eigentlich ging die Wahrnehmung des Europapokals erst mit dem unerwarteten Finaleinzug im Wettbewerb 1959/60 durch Eintracht Frankfurt in Deutschland los und wurde durch den Hamburger SV im Jahr darauf mit den Spielen gegen den FC Burnley und den FC Barcelona fortgesetzt.

Beispielhaft zeigt sich die Einstellung des DFB zu den europäischen Wettbewerben am Anfang der geplanten Europameisterschaft der Ländermannschaften. An den ersten zwei Turnieren um die Europameisterschaft, 1960 und 1964, nahm der DFB aus Protest mit seiner Nationalmannschaft nicht teil. Bundestrainer Herberger hatte zum „Europacup der Nationen“ bemerkt:

„Reine Zeitverschwendung.“

 Auch die bundesdeutsche Medienwelt räumte dem Europaturnier nur spärlichste Aufmerksamkeit ein. In Deutschland herrschte die Sorge vor, den übervollen Terminkalender nicht mehr bewältigen zu können, und auch die Klage über die starke Beanspruchung der Spieler wurde als Argument gegen die Einführung und Teilnahme der Europameisterschaft als Argument angeführt.

### Auswahlmannschaften des DFB in der Oberligaära, 1950 bis 1963
Das erste Länderspiel der A-Nationalmannschaft nach dem Zweiten Weltkrieg fand am 22. November 1950 in Stuttgart gegen die Schweiz statt. Die zwei Repräsentativspiele von Auswahlmannschaften der Regionalverbände am 11. und 12. November in Ludwigshafen beziehungsweise Frankfurt am Main zwischen Südwest (Werner Kohlmeyer, Werner Liebrich, Fritz Walter, Ottmar Walter) und Süd (Erich Retter, Andreas Kupfer, Gunther Baumann, Fritz Balogh, Rudolf de la Vigne) – 2:2 vor 62.000 Zuschauern – sowie einer zweiten Mannschaft des Südens (Karl Barufka, Gerhard Kaufhold, Max Morlock, Horst Schade, Richard Herrmann) gegen Westdeutschland (Toni Turek, Paul Mebus, Josef Röhrig, Felix Gerritzen, Alfred Preißler, Karl Hetzel, Hans Schäfer, Bernhard Klodt) – 5:4 vor 24.000 Zuschauern – waren die abschließende Prüfung der Nationalmannschaftskandidaten. Das Rückspiel wurde am 15. April 1951 in Zürich ausgetragen und der Bundestrainer nutzte die Gelegenheit und hob mit dem Einverständnis des DFB als Unterbau die B-Nationalmannschaft aus der Taufe.
Das erste offizielle Spiel einer B-Nationalmannschaft fand am 14. April 1951 – einen Tag vor dem zweiten A-Länderspiel in Zürich – im Karlsruher Stadion Honsellstraße statt und endete mit einer 0:2-Niederlage gegen die Schweiz. Die Spieler der ersten B-Nationalmannschaft waren:
Willi Rado (FSV Frankfurt) – Erich Retter (VfB Stuttgart), Adolf Knoll (SpVgg Fürth) – Hans Haferkamp (VfL Osnabrück), Paul Matzkowski (Schalke 04), Heinz Trenkel (VfB Mühlburg) – Gerhard Kaufhold, Kurt Schreiner (beide Kickers Offenbach), Paul Lipponer (SV Waldhof), Horst Buhtz (VfB Mühlburg), Rolf Blessing (VfB Stuttgart)
Die Auswahl setzte sich damit aus neun Akteuren der Oberliga Süd und je einem Vertreter aus dem Norden und Westen zusammen. Aus dieser Mannschaft wurden später Verteidiger Retter, Außenläufer Haferkamp und Angreifer Kaufhold auch in die A-Nationalmannschaft berufen, der Mann aus Osnabrück bereits zwei Monate nach dem Debüt der B-Elf am 17. Juni 1951 in Berlin beim Länderspiel gegen die Türkei. Bundestrainer Herberger hielt in der Folgezeit die Häufigkeit der Einsätze der B-Elf in Grenzen, lediglich im Jahr 1956 führte der DFB als Spitzenwert vier B-Länderspiele durch. Zwei, drei B-Spiele pro Jahr waren die Regel. Für die Teilnahme an den Olympischen Sommerspielen 1952 in Helsinki baute Herberger daneben eine Amateurnationalmannschaft auf, die er über Jahre zusätzlich bei der Talentsichtung auch für die Nationalmannschaft zum Einsatz brachte. Die letzte neu geschaffene DFB-Mannschaft in der Herberger-Ära, welche die Basis der Auswahlteams ergänzte, die U-23-Nationalelf, debütierte am 25. Juni 1955 in Frankfurt mit einem 3:3-Remis gegen Jugoslawien.
Am 22. September und 14. Oktober 1951, in der Hinrunde der Saison 1951/52, wurden die zwei nächsten Länderspiele der B-Nationalmannschaft durchgeführt. Am 22. September fand das zweite B-Länderspiel des DFB in Augsburg gegen Österreich statt, man trennte sich mit 1:1 unentschieden. Lediglich Linksaußen Rolf Blessing vom VfB Stuttgart hatte auch beim Debütspiel am 14. April des Jahres die deutschen Farben vertreten. Insgesamt kamen mit Eduard Schaffer, Alfred Mirsberger, Hans Bauer, Gerhard Bergner, Wilhelm Struzina, Josef Röhrig, Manfred Krüger, Georg Stollenwerk, Willi Schröder, Otto Baitinger und den zwei Einwechselspielern Richard Steimle und Kurt Ucko im zweiten B-Länderspiel zwölf internationale Neulinge zum Einsatz. Neun Akteure stellte die Oberliga Süd – Schaffer, Mirsberger, Bauer, Steimle, Bergner, Struzina, Ucko, Baitinger, Blessing –, mit Röhrig und Stollenwerk war der Westen und mit Krüger und Schröder der Norden vertreten. Stollenwerk kam als Akteur aus der 2. Liga West (Düren 99) und Schröder gar aus dem Amateurlager von Bremen 1860 zum Einsatz.
Einen Tag danach, am 23. September, gewann die A-Nationalmannschaft mit 2:0 Toren ihr Länderspiel in Wien gegen Österreich und Alfred Preißler feierte dabei als rechter Halbstürmer neben seinem Mannschaftskameraden Felix Gerritzen auf Rechtsaußen sein Debüt.
Vor dem folgenden Spiel der Nationalmannschaft am 17. Oktober 1951 in Dublin gegen Irland führte Bundestrainer Sepp Herberger eine umfangreiche Sichtung mit Repräsentationsspielen der Regionalverbände und der B-Elf durch. Am 13. Oktober standen sich in Stuttgart die Vertretungen von Süddeutschland und Südwestdeutschland gegenüber und am 14. Oktober in Kiel die Nordauswahl gegen Westdeutschland. Süddeutschland formierte sich beim 3:2-Erfolg mit fünf Spielern des VfB Stuttgart (Bögelein, Retter, Schlienz, Barufka, Blessing) und wurde komplettiert mit drei Spielern der SpVgg Fürth (Knoll, Hoffmann, Schade) sowie zwei vom 1. FC Nürnberg (Baumann, Morlock) und Richard Herrmann vom FSV Frankfurt. Der Südwesten trat mit Spielern des 1. FC Kaiserslautern (Kohlmeyer, W. Liebrich, F. Walter), TuS Neuendorf (Adam, Miltz, Voigtmann, Warth), Wormatia Worms (Mechnig, Blankenberger) und des FK Pirmasens (Laag, Grewenig) an. Beim 2:2-Remis in Kiel repräsentierten Schönbeck, Dzur, Boller (St. Pauli), Oettler, Haferkamp, Nienhaus (VfL Osnabrück), Posipal, Krüger (Hamburger SV), Hänel, Schnieke (Bremer SV), Heyduck (Arminia Hannover) und Verteidiger Morgner von Holstein Kiel die Auswahl von Norddeutschland. In der Westauswahl waren die Spieler von Preußen Münster (Lesch, Gerritzen, Preißler, Rachuba, Lammers) in der Überzahl und wurden vervollständigt von Michallek, Schanko (Borussia Dortmund), Herkenrath, Graf (1. FC Köln), Kisker, Dongmann (Hamborn 07); B. Klodt (FC Schalke 04), Hetzel (Meidericher SV) und Islacker vom Rheydter SV.
Die B-Elf trug ihr drittes Länderspiel gleichfalls am 14. Oktober in Basel gegen die Schweiz aus. Sie gewann das Spiel mit 2:0 Toren und auf Linksaußen stürmte Hans Schäfer vom 1. FC Köln, der am 9. November sogleich mit zwei Toren in der A-Nationalmannschaft debütierte. Herberger brachte daneben mit Kurt Sommerlatt, Matthias Mauritz, Georg Stollenwerk und Willi Schröder vier Akteure der zukünftigen Amateurnationalmannschaft – das erste Länderspiel der DFB-Amateure fand am 14. Mai 1952 statt –, zum Einsatz. Die A-Elf verlor das Länderspiel am 17. Oktober in Dublin mit 2:3 Toren. Aus der B-Formation vom Spiel in Basel gegen die Schweiz stand kein Akteur in Dublin auf dem Platz.
Im Jahr 1952 hatte der DFB nur ein B-Länderspiel angesetzt. Es fand am 9. November wiederum in Basel gegen die Schweiz statt. Bundestrainer Herberger war durch die zeitintensive Neuinstallierung der Amateurnationalmannschaft für das Fußballturnier bei den Olympischen Spielen in Helsinki vom 15. Juli bis 2. August vorher keine Zeit für die B-Elf zur Verfügung gestanden. Deshalb fand das B-Länderspiel des Jahres 1952 nach der Olympiade statt. Nachträglich belohnte der Bundestrainer seine Helsinki-Fahrer Hans Eberle, Kurt Sommerlatt, Herbert Schäfer und Willi Schröder mit der Berufung in die B-Elf im Spiel gegen die Schweiz. Schröder, der Bremer Angreifer, erzielte beide Treffer zum 2:0-Sieg. Torhüter Heinz Kubsch und Außenläufer Gerhard Harpers fanden später auch Verwendung in der A-Elf. Zeitgleich setzte sich die Nationalmannschaft mit 5:1 Toren in Augsburg gegen die Schweiz durch. Horst Eckel und Hans Schäfer gaben dabei ihren Einstand.
Die Wertigkeit der Amateurnationalmannschaft in der Oberligaära zeigt sich schon alleine dadurch, dass von den Helsinki-Olympioniken die Spieler Mauritz, Schäfer, Schröder und Stollenwerk auch zu weiteren Einsätzen in der B- wie auch in der A-Nationalmannschaft berufen wurden. Die international erfolgreichen Karrieren von Karl-Heinz Schnellinger und Willi Schulz begannen in der Amateurauswahl und führten innerhalb von Monaten in die A-Nationalmannschaft. So war beispielsweise die Leistung des Abwehrspielers Willi Gerdau vom Heider SV beim Amateurländerspiel am 15. Mai 1957 in Glasgow gegen Schottland mitentscheidend, dass er sieben Tage später, am 22. Mai in Stuttgart, beim Länderspiel gegen Schottland in der A-Elf debütierte. Der hessische Torjäger des Amateurvereins Griesheim 02, Erwin Stein, qualifizierte sich ebenfalls im April und Mai 1959 direkt aus der Amateur- in die A-Nationalmannschaft.
Dass dem ersten Einsatz in der A-Nationalmannschaft die internationale Bewährung in der B-Elf voraus ging, war aber in der Zeit der Fußball-Oberligen, bei Bundestrainer Herberger ein häufig praktizierter Weg. In den Jahren 1953 und 1954 stand die Fußball-Weltmeisterschaft 1954 in der Schweiz im Mittelpunkt der Planungen mit der Nationalmannschaft. Herberger setzte zur gründlichen und umfassenden Personalauswahl Länderspiele der A-Elf, der B-Elf, Repräsentativspiele der Regionalverbände und weitere Auswahl-Testspiele ein. Die Serie wurde am 1. Februar 1953 mit den zwei Spielen der Regionalauswahl West gegen Südwest in Düsseldorf beziehungsweise Saar gegen West in Saarbrücken eröffnet. Am 22. März wurden zwei Länderspiele der A- und B-Elf gegen Österreich ausgetragen. Das Spiel der B-Nationalmannschaft fand in Wien statt und endete mit einer 1:3-Niederlage. Die Neulinge Karl Bögelein, Josef Derwall und Franz Islacker konnten sich dabei nicht für höhere Aufgaben empfehlen, obwohl auch die A-Elf beim 0:0 in Köln nicht überzeugt hatte. Die Saison 1952/53 schloss mit einem hoffnungsvollen 5:2-Erfolg der B-Elf am 14. Juni 1953 in Düsseldorf gegen Spanien ab. Hierbei konnte der linke Flügel mit Alfred Pfaff und Hans Schäfer mit herausragender Leistung aufwarten. Aber auch Verteidiger Herbert Erhardt, das Außenläuferpaar Karl-Heinz Metzner und Richard Gottinger, sowie der Angreifer Ulrich Biesinger sammelten Pluspunkte. Zuvor hatte Herberger noch am 4. und 6. Juni mit zwei Testspielen einer DFB-Auswahl gegen Süddeutschland beziehungsweise Berlin weitere Sichtung durchgeführt und brachte danach auch Erhardt, Metzner, Gottinger und Biesinger beim B-Länderspiel zum Einsatz.
Die Hinrunde 1953/54 stand im Zeichen der WM-Qualifikationsspiele gegen Norwegen und das Saarland. Beim 1:1-Remis am 19. August 1953 in Oslo debütierte der Spielmacher von Eintracht Frankfurt, Alfred Pfaff, in der Nationalmannschaft. Im zweiten Qualifikationsspiel, am 11. Oktober in Stuttgart gegen das Saarland, brachte der Bundestrainer mit Erhardt, Mai und Gottinger gleich drei Debütanten beim 3:0-Sieg zum Einsatz. Am 2. September fand noch ein Testspiel einer DFB-Auswahl gegen eine Schweiz-Auswahl in Konstanz und am 10. Oktober in Dortmund ein Repräsentativspiel zwischen West- und Norddeutschland statt. Ein offizielles B-Länderspiel wurde dagegen in der Hinrunde 1953/54 nicht durchgeführt. Die volle Konzentration galt den WM-Qualifikationsspielen der A-Nationalmannschaft zur Teilnahme an der Weltmeisterschaft 1954 in der Schweiz.
Im Frühjahr 1954, am 24. März und 24. April, gehörten aber auch wieder zwei Länderspiele der B-Elf in das Programm des Bundestrainers, beim Schlussspurt der Kaderzusammenstellung für die Turniertage in der Schweiz. Wiederum waren zwei Repräsentativspiele der Regionalauswahlen von Berlin, West, Nord und Südwest – am 28. Februar in Berlin und Hamburg – den Länderspielen vorangestellt. Am 24. März wurde das siebte B-Länderspiel des DFB und am 28. März das entscheidende WM-Qualifikationsspiel der A-Nationalmannschaft in Saarbrücken ausgetragen. Der B-Elf wurden in Gelsenkirchen von England durch eine 0:4-Niederlage die qualitativen Grenzen aufgezeigt, zumindest in der personellen Formation des Angriffs, wo mit Otto Ernst (TSV Straubing), Heinz Lettl (Bayern München), Richard Kreß (Eintracht Frankfurt), Otto Laszig und Hans Krämer (beide Schalke 04) Akteure aufgeboten worden waren, die entweder nie den Weg in die A-Mannschaft fanden, oder wie im Falle Kreß, erst Jahre später, am Ende der Karriere. Durch einen 3:1-Erfolg über das Saarland ebnete sich die Nationalmannschaft am 28. März den Weg zur Fußballweltmeisterschaft in der Schweiz.
Am 24. April trug die B-Elf ihr achtes Länderspiel aus. In Offenburg verlor die Mannschaft um Torhüter Kwiatkowski, den Verteidigern W. Liebrich, Bauer, Kohlmeyer, den Läufern Mebus und Harpers, sowie den Stürmern Klodt, Metzner, Gerritzen, Biesinger und Pfaff zwar überraschend mit 1:3 Toren. Bei Bundestrainer Herberger fanden Kwiatkowski, Erhardt, Bauer, Mebus, Metzner, Klodt, Biesinger und Pfaff trotzdem Eingang in den 22er-Kader für die WM-Tage in der Schweiz. Die A-Elf gewann das letzte Länderspiel vor der Weltmeisterschaft am 25. April in Basel mit 5:3 Toren gegen den WM-Veranstalter. Dabei debütierten Torhüter Heinz Kubsch und Verteidiger Fritz Laband und gehörten danach auch dem endgültigen WM-Aufgebot an.
Nach dem unerwarteten Gewinn der Fußball-Weltmeisterschaft 1954 in der Schweiz, konnte die Auswahl von Bundestrainer Herberger das beeindruckende Leistungsvermögen der Turniertage in den nächsten zwei Jahren nicht mehr bestätigen. In den zwei Jahren 1955 und 1956 wurden 14 Länderspiele der A-Elf ausgetragen und davon neun Spiele verloren. Für den amtierenden Weltmeister eine mehr als nur negative Bilanz. Tiefpunkte waren dabei die drei Niederlagen im Jahr 1956 gegen Holland (1:2), Schweiz (1:3) und Irland (0:3). Herberger reagierte darauf mit einer großen Anzahl von Testspielen seiner Auswahlmannschaften gegen Clubs aus den Oberligen (1956: Hamburger SV, RW Essen, Nürnberg/Fürth, 1. FC Köln, 1. FC Kaiserslautern, Eintracht Frankfurt, das Saarland) und führte 1957 drei Testspiele von A-Auswahlen gegen B-Auswahlen durch. Gegen Jugoslawien erlebten die Herberger-Schützlinge am 25. September 1955 in den Länderspielen der A- und B-Nationalelf eine denkwürdige Abfuhr. In Zagreb verlor die Mannschaft mit den Weltmeistern Posipal, Eckel, Liebrich, Morlock, dem Brüderpaar Walter und Hans Schäfer mit 1:3 Toren und in Laibach musste der Keeper des Hamburger SV, Horst Schnoor, bei der 0:8-Pleite im B-Länderspiel, viel zu oft aus deutscher Sicht hinter sich greifen. Auch für den talentierten Innensturm mit Klaus Stürmer, Uwe Seeler und Willi Schröder war der Tag in Laibach ein Rückschlag in der sportlichen Entwicklung.
Auf dem Tiefpunkt der Nationalmannschaft – 1956: acht Spiele mit zwei Siegen, einem Remis und fünf Niederlagen – fand Herberger in vier B-Länderspielen lediglich in Horst Szymaniak und Hans Tilkowski zwei neue Leistungsträger für die A-Nationalmannschaft, die über Jahre deren Stamm angehören sollten. 1957 wendete sich die Bilanz wieder ins Positive – fünf Spiele mit vier Siegen und einer Niederlage – und Herberger zeigte am Beispiel Helmut Rahn, wie auch die Zurückstufung in die B-Elf bei einem Leistungsträger zu einem neuen Schub in der A-Elf führen kann. Am 6. März 1957 stürmte „Boss“ Rahn an der Seite von Karl Borutta, Rudolf Hoffmann und Fritz Semmelmann und schoss zwei Tore zum 4:0-Erfolg der B-Elf im Länderspiel in München gegen Österreich. Vier Tage später erzielte er in Wien beim A-Länderspiel wiederum zwei Treffer zum 3:2-Sieg gegen Gastgeber Österreich. Die Weltmeisterschaft 1958 in Schweden fand im Juni statt, mit der B-Nationalmannschaft wurde im ersten Halbjahr nur das Spiel am 1. Mai gegen Luxemburg ausgetragen. Es gab eine peinliche 1:4-Niederlage und lediglich die zwei Akteure Günter Sawitzki und Rudolf Hoffmann wurden auf Abruf in den Kader des Titelverteidigers für das WM-Turnier aufgenommen. Karl Mai und Willi Schröder verspielten dabei aber endgültig ihre Nominierungschancen.
Der Macher der Weltmeisterelf von 1954 ließ sich aber nicht grundsätzlich durch Niederlagen von seinem Glauben an Spieler abbringen. Am 3. Oktober 1959 trug die B-Elf in Konstanz ihr 20. Länderspiel aus. Gegner war die Schweiz und die deutsche Auswahl verlor überraschend mit 0:1 Toren. Torhüter Fritz Ewert und Außenläufer Willi Schulz debütierten trotzdem bereits am 21. Oktober beziehungsweise am 20. Dezember in der A-Elf und mit Willi Giesemann, Ferdinand Wenauer, Friedel Lutz und Heinz Strehl schafften auch noch weitere Mitspieler von Konstanz danach die Aufnahme in die A-Nationalmannschaft. In den letzten fünf Jahren seiner Bundestrainertätigkeit, 1960 bis 1964, verzichtete Herberger aber völlig auf die Austragung von Spielen der B-Elf. Er begnügte sich mit den Repräsentativspielen der Regionalverbände – mit dem Spiel Norddeutschland gegen Südwestdeutschland am 29. September 1962 in Braunschweig endeten diese Auswahlspiele –, den Endrunden um die deutsche Meisterschaft, sowie mit den Spielen der Nachwuchsmannschaft U 23. Die Qualifikationsspiele zur Fußballweltmeisterschaft 1962 in Chile, das Turnier selbst und die Nominierungsrunde in den Oberligen 1962/63 für die neue Fußball-Bundesliga standen in dieser Phase im Vordergrund. In der ersten Saison der Bundesliga, 1963/64, fand das letzte Juniorenspiel unter Herberger am 29. April 1964 in Karlsbad gegen die Tschechoslowakei statt. In der deutschen Elf standen mit Hartmut Heidemann, Horst-Dieter Höttges, Peter Kaack, Horst Gecks und Günter Netzer Spieler, die in den nächsten Jahren das Erscheinungsbild der Bundesliga mitprägen sollten.

### Die B-Elf ab der Einführung der Bundesliga, 1963 bis 1986

#### Die Ära Schön, 1964 bis 1978
Nach über fünf Jahren Pause fand das nächste Spiel der B-Nationalelf am 10. März 1965 unter Helmut Schön in Hannover gegen die Niederlande statt. Das Spiel endete 1:1 und die neuen Namen aus der noch jungen Bundesliga stellten dabei Manfred Manglitz, Peter Blusch, Theo Redder, Rudolf Nafziger, Lothar Ulsaß, Walter Rodekamp, Günter Netzer und Franz Beckenbauer dar. Sich bereits einen Namen in den vormaligen Oberligen gemacht hatten dagegen die weiteren Mitspieler Otto Luttrop, Leo Wilden, Walter Schmidt, Heinz Strehl und Gerhard Zebrowski. Der neue Bundestrainer nutzte das zweite B-Länderspiel im Jahr 1965 am 1. September in Köln gegen die Sowjetunion zu einem Test für Spieler der A-Nationalmannschaft vor dem entscheidenden WM-Qualifikationsrückspiel am 26. September in Stockholm gegen Schweden. Beim 3:0-Sieg trat er mit sieben Akteuren – Hans Tilkowski, Horst-Dieter Höttges, Franz Beckenbauer, Rudolf Brunnenmeier, Peter Grosser, Horst Szymaniak, Werner Krämer – der ersten Garnitur an, die auch beim 2:1-Erfolg in Stockholm den Grundstein für die Teilnahme an der Weltmeisterschaft 1966 in England legten.
Durch die Konzentration der Leistungsspitze im deutschen Fußball infolge der Etablierung der eingleisigen Bundesliga ab der Saison 1963/64 war die Sichtung für die Nationalmannschaft – ob A-, B- oder Juniorenmannschaft – unter ungleich besseren Umständen durchführbar, als es zuvor in der regional aufgeteilten Oberliga der Fall war. Zudem sprudelten geradezu die neuen Talente aus der Bundesliga in die Nationalmannschaft. Debütierten noch 1963/64 im letzten Jahr von Herberger die Spieler Libuda, Krämer, Overath, Gerwien, Ferner, Thielen, Weber, Steiner, Sturm, Redder und Sieloff in der Nationalmannschaft, so folgten in den ersten zwei Jahren von Helmut Schön, 1964/65 und 1965/66, die weiteren „Kinder der Bundesliga“: Brunnenmeier, Manglitz, Piontek, Patzke, Höttges, Hornig, Lorenz, Ulsaß, Rodekamp, Rebele, Beckenbauer, Grosser, Netzer, Nafziger, Held, Emmerich, Maier und Grabowski. Die zwei Bundesligaaufsteiger des Jahres 1965, FC Bayern München und Borussia Mönchengladbach, verbesserten qualitativ entscheidend im nächsten Jahrzehnt die Leistungsstärke des deutschen Fußballs.
Der Leistungszuwachs zeigte sich auch im Europapokal. 1860 München zog 1965 in das Finale um den Europapokal der Pokalsieger ein, Borussia Dortmund gewann 1966 als erste deutsche Vereinsmannschaft den Titel und der FC Bayern München folgte den Westfalen 1967 durch den 1:0-Erfolg gegen Glasgow Rangers nach. Die Nationalmannschaft stand dem nicht nach, sie wurde bei der Fußballweltmeisterschaft 1966 in England Vizeweltmeister. In dem ersten Jahrzehnt der Bundesliga gab es bei der Nationalmannschaft nur den Ausrutscher am 17. Dezember 1967 in der EM-Qualifikation gegen Albanien, die Schön-Schützlinge kamen bei dem Fußball-Zwerg über ein 0:0-Remis nicht hinaus und scheiterten damit in der Qualifikation. Die Qualifikation zur Weltmeisterschaft 1970 in Mexiko setzten aber den Aufschwung mit 11:1 Punkten fort, die Spielkultur und der errungene dritte Platz beim WM-Turnier brachten noch eine weitere Steigerung zu Wege. Spielerischer Höhepunkt waren die Spiele beim Erfolg um die Fußball-Europameisterschaft 1972 und als sichtbare Krönung schloss sich der Weltmeistertitel 1974 in Deutschland an.
Begleitet wurden die Nationalmannschaftserfolge durch das Auftreten der Bundesligavereine im Europapokal. Es gab von 1965 bis 1978 kein Halbfinale beziehungsweise Finale in den europäischen Vereinswettbewerben ohne deutsche Beteiligung. Da war es nicht verwunderlich, dass der DFB von 1966 bis 1971 überhaupt kein B-Länderspiel mehr austrug. Erstens entzerrte man damit den Terminkalender, zweitens waren B-Spiele nicht mehr attraktiv und auch für die Sichtung nicht mehr nötig. Die Bundesligarunde, der DFB-Pokal und die Bewährung im Europacup brachten deutlich mehr an aussagekräftiger Information über den Leistungsstand der Spieler zustande, wie es vor der Bundesliga auch nur in Ansätzen möglich war.
Als sich nach dem Titelgewinn bei der Weltmeisterschaft 1974 mit Wolfgang Overath, Gerd Müller, Jürgen Grabowski und Paul Breitner vier Weltmeister aus der Nationalmannschaft zurückzogen, belebte man bei der Suche nach deren Nachfolgern und der Findung einer Mannschaft für die Titelverteidigung 1978 in Argentinien, wieder die B-Elf. Zur Forcierung der Spiele des „Zweiten Anzugs“ auf acht Länderspiele im Jahr 1977 trug auch das Ende der Nationalmannschaftslaufbahn von Franz Beckenbauer bei. Der überragende Spieler der zurückliegenden zwölf Jahre beendete mit dem Länderspiel am 23. Februar 1977 in Paris gegen Frankreich seine überaus erfolgreiche Karriere in der Länderelf. Ohne Beckenbauer, Overath, Müller, Grabowski, Breitner und Netzer war die intensive Suche nach Nachfolgern auch durch B-Länderspiele wieder angesagt.
Zu den Spielern, die sich über Einsätze in der B-Elf für die A-Nationalmannschaft in dieser Zeitphase qualifizieren konnten, gehörten Manfred Burgsmüller, Karlheinz Förster, Harald Konopka, Felix Magath, Hansi Müller, Franz-Josef Tenhagen und Gerd Zewe. Das letzte B-Länderspiel in der Ära Helmut Schön fand am 18. April 1978 in Norrköping gegen Schweden statt und wurde von der deutschen Elf mit 1:0 gewonnen. Aus dem siegreichen Team gehörten danach mit Rudi Kargus, Dieter Burdenski, Harald Konopka, Gerd Zewe, Ronald Worm und Bernd Cullmann sechs Mann dem WM-Kader 1978 an.
Die Rahmenbedingungen und Notwendigkeiten von 1978 waren mit dem Startjahr der B-Nationalmannschaft, 1951, nicht mehr vergleichbar. Die Bundesliga existierte in ihrer Leistungskonzentration bereits 15 Jahre, der Europapokal hatte gleichzeitig drei anerkannte Wettbewerbe geschaffen, für die Nationalmannschaft war zum WM-Turnier auch noch das Turnier der Europameisterschaft hinzugekommen. Durch die WM-Veranstaltung 1974 im eigenen Land war auch die Stadionqualität deutlich verbessert worden und die Fernsehpräsenz hatte auch spürbar zugenommen.
Jetzt hatte das alte Argument der „zu vielen Spiele“, der Gefahr der Überlastung, die Schwierigkeiten mit dem überfrachteten Terminskalender, bei dem Bundesligaprofi der 1970er Jahre, objektiv an Bedeutung gewonnen. Wie hoch der Wert von B-Länderspielen 1977/78 gegenüber den attraktiven Europapokaleinsätzen anzusetzen war, war höchst umstritten, vom Zuschauerzuspruch und der Fernsehberichterstattung gleich gar nicht vergleichbar. Auf Spielerseite wurde emotional der Einsatz in der B-Nationalmannschaft nicht mehr zum Großteil mit einer Auszeichnung in Verbindung gebracht. Die Bundesligastars wurden für eine B-Elf nominiert und empfanden das auch in der Regel so.

#### Die B-Elf in der Ära Derwall, 1978 bis 1982
In der Ära des neuen Bundestrainers Jupp Derwall wurden zwölf „Doppelspieltage“ der A- und B-Nationalmannschaft durchgeführt, wobei das Spiel der B-Elf einen Tag vor der A-Auswahl stattfand. Das erste Spiel mit Derwall/Ribbeck fand am 10. Oktober 1978 in Pilsen gegen die Tschechoslowakei statt. Die deutsche B-Elf verlor mit 1:2. Einen Tag später, am 11. Oktober, gewann die A-Elf mit 4:3 das Länderspiel in Prag. In Pilsen debütierten Harald Schumacher, Bernd Martin, Markus Elmer, William Hartwig, Ronald Borchers, Walter Kelsch, Harald Nickel, Heinz-Werner Eggeling und Helmut Schröder in der B-Nationalmannschaft. Davon wurde der Kölner Torhüter Schumacher eine feste Größe in der A-Nationalmannschaft, die Spieler Martin, Hartwig, Borchers, Kelsch und Nickel kamen zu einzelnen Einsätzen in der A-Elf. Der Terminplan war mit der A-Elf durch die EM-Qualifikationsspiele zur Europameisterschaft 1980 in Italien, durch das EM-Turnier, durch die Qualifikationsspiele zur Fußballweltmeisterschaft 1982 in Spanien und das WM-Turnier prall voll. Das vorletzte Spiel der B-Nationalmannschaft fand am 16. Februar 1982 in Mannheim gegen Portugal statt, am 17. Februar gewann die deutsche A-Elf in Hannover ebenfalls gegen Portugal mit 3:1.
Nach der Weltmeisterschaft 1982, die DFB-Elf hatte zwar den Einzug in das Finale erreicht, aber nicht die Sympathien der Fachwelt und der Fans errungen, standen der DFB und Bundestrainer Derwall in der Kritik und konzentrierten sich jetzt nur noch auf das nächste Turnier, die Europameisterschaft 1984 in Frankreich. Da war für eine Beschäftigung mit einer B-Nationalmannschaft keine Zeit mehr vorhanden. Unter Teamchef Franz Beckenbauer kam es nur zu einem B-Spiel. Das 62. und letzte B-Länderspiel wurde am 28. Oktober 1986 in Essen gegen Schweden ausgetragen. Durch Treffer von Stefan Kuntz und Thomas Allofs gewann die deutsche Elf mit 3:0. Am folgenden Tag, dem 29. Oktober, verlor die A-Nationalmannschaft mit 1:4 in Wien gegen Österreich und die Juniorenelf U 21 gewann ihr Länderspiel mit 2:0 in Koblenz gegen Bulgarien.

## Spieler und Statistik der B-Nationalmannschaft
→ siehe auch: Liste der deutschen B-Nationalspieler im Fußball
Die B-Auswahl des DFB bestritt zwischen dem 14. April 1951 und dem 28. Oktober 1986 62 offizielle Länderspiele (40 Siege, 7 Unentschieden, 15 Niederlagen bei einem Torverhältnis von 122:65). Dabei wurden 342 Spieler eingesetzt, von denen 167, also knapp die Hälfte, im Verlauf ihrer Karriere auch für die A-Nationalmannschaft spielten. Die meisten B-Länderspiele bestritt Ronald Worm (zwölf Spiele), gefolgt von Rudi Kargus (11) sowie Karl-Heinz Körbel und Harald Konopka (jeweils 10), erfolgreichster Torschütze war Manfred Burgsmüller, der in seinen acht Einsätzen ebenso viele Tore erzielte.

## Fazit
Im Dezember 1952 resümierte Bundestrainer Herberger zufrieden:

„Zwischen Kern und Nachwuchs unserer Mannschaft ist eine gesunde Rivalität im Werden. Sie ist mir ein zuverlässiger Mitarbeiter. Die ‚Alten‘ unseres Stammes wissen um die Mühen und Anstrengungen, die zu vollbringen waren, um sich im Kampf um einen Platz in der Nationalmannschaft durchzusetzen; sie werden es erst recht nicht dem Nachwuchs leicht machen, sie wieder zu verdrängen. Und dem ist ganz recht so! Wer nach oben will, muß mehr können als der, der sich bereits bewährt hat und noch bewährt.“

 Mit der A-Nationalmannschaft hatte er die erste Aufbauphase erfolgreich hinter sich gebracht, 13 Spiele waren nach dem Ende des Zweiten Weltkriegs absolviert. Als Unterbau und zur Sichtung des Nachwuchses waren mit der B-Nationalmannschaft und der Amateur-Auswahl zwei weitere DFB-Teams hinzugekommen. Dies war in der Zeit des Vertragsspielerfußballs der Oberligaära – es wurde am 1. August 1948 für die vier Oberligen in Deutschland verabschiedet und sah für die Spieler der höchsten deutschen Klasse monatliche Bezüge bis zu 320 Mark vor – eine zwingende Notwendigkeit. Der Bundestrainer konnte nur den Spielerstamm der Nationalmannschaft im Auge behalten, und das auch nur längerfristig und auf der Grundlage gegenseitigen Vertrauens. Aktuelle Formüberprüfung bei einem neuen Talent war nicht auf die Schnelle möglich. Die Aufnahme in den Kreis der drei DFB-Teams war eine hohe Auszeichnung, eine Ehre für die Spieler. Bei Landefeld/Nöllenheidt ist notiert:

„Das Elite-Bewußtsein der Spieler, von Herberger zum Nationalspieler berufen worden zu sein, war nach meiner Erfahrung in der damaligen Spielergeneration größer als heute. Allerdings ließ jene Oberliga-Generation der 50er und beginnenden 60er Jahre auch weitaus mehr mit sich machen als ihre Nachfolger. Bestimmt waren sie autoritätsgläubiger, aber auch mit einer größeren Hingabe an ihrem Sport, absolut überzeugt, dass alles richtig war, was der ‚Chef‘ Herberger oder sein Assistent und Sprachrohr Helmut Schön sagten. Kein einziger von ihnen wäre überhaupt auf die Idee gekommen, etwa über den Aufenthalt in der spartanischen Kargheit von Sportschulen oder über die lange Abwesenheit von der Familie zu meckern. Und wenn – er hätte sofort die Koffer packen und sich auf Nimmerwiedersehen verabschieden können.“

 In der Zeit der regionalen Oberligen war die B-Nationalmannschaft ein wichtiges Hilfsmittel für den Bundestrainer bei der Sichtung und Ausbildung von Länderspielkandidaten. Die Leistungsstärke der verschiedenen Ligen war unterschiedlich, in den Ligen war zumeist ein Leistungsgefälle vorhanden und die Anzahl der Vereine in der höchsten Liga, war eindeutig zu hoch. Die Endrundenspiele alleine konnten den Rückstand gegenüber der internationalen Konkurrenz nicht wettmachen. Dem ungenügenden Trainingsbetrieb in der Oberliga mit in der Regel drei Einheiten, konnte der Bundestrainer nur mit der Aufforderung an seine Kaderspieler zur individuellen Zusatzfron und seiner persönlichen Lehrgangsarbeit begegnen.
Mit der Einführung der Bundesliga zur Saison 1963/64 änderten sich die Rahmenbedingungen grundlegend. Die sportliche Notwendigkeit einer B-Nationalmannschaft schon alleine zur Sichtung entfiel völlig. Jeder Bundesligaspieltag führte die besten Spieler zusammen, Talente wie Erfahrene, dem Bundestrainer war es jetzt innerhalb vier Wochen möglich, den kompletten Stamm der Auswahlspieler persönlich im harten Wettkampf zu sehen. Die Europacupspiele gaben darüber hinaus weitere konkrete Hinweise bei der Auswahl und Zusammenstellung seiner Spielerkader.
Als das Hoch des deutschen Fußballs Mitte der 1970er Jahre vorbei war, versuchte man nochmals das „alte Mittel“ der B-Nationalmannschaft zu aktivieren. Für die B-Nationalmannschaft gab es jedoch kein Zuschauerinteresse und auch die Motivation der Bundesligaspieler beim „Zweiten Anzug“ mitzumachen, war nur begrenzt vorhanden. Die Zeit der B-Nationalmannschaft war abgelaufen. Die Juniorenmannschaften rückten jetzt in den Vordergrund bei der Heranführung der Spitzentalente im Nachwuchsbereich, nicht zuletzt auch durch die von der UEFA seit 1978 ausgetragene U-21-Fußball-Europameisterschaft. Diese dient darüber hinaus auch noch alle vier Jahre als Qualifikation für den Fußballwettbewerb der Olympischen Spiele. Der fehlende Wettbewerbscharakter war ein Hauptgrund der schwachen Akzeptanz der B-Nationalmannschaft ab der Bundesligaära.

## Die Nachfolgeteams
Es bestand zuerst von 1999 bis 2001 eine A2-Fußballnationalmannschaft, die aufgrund des schlechten Abschneidens (0:3 im Viertelfinale gegen Kroatien) bei der Weltmeisterschaft 1998 in Frankreich aus der Taufe gehoben worden war.
Das erste Spiel fand am 2. Juni 1999 in Lens statt und endete mit der 1:2-Niederlage gegen Frankreich.
Es wurden noch sieben weitere Begegnungen ausgetragen:
- 1. September 1999 Deutschland – Frankreich 1:3 (in Karlsruhe)
- 6. Oktober 1999 Russland – Deutschland 1:1 (in Moskau)
- 11. November 1999 Bosnien-Herzegowina A – Deutschland 0:0 (in Sarajevo)
- 28. März 2000 Deutschland – Russland A 4:4 (in Offenbach)
- 25. April 2000 Slowakei A – Deutschland 4:1 (in Prešov)
- 15. August 2000 Portugal – Deutschland 0:2 (in Marco de Canaveses)
- 22. März 2001 Frankreich – Deutschland 1:2 (in Mülhausen)

Nachdem feststand, dass Deutschland Gastgeber der Weltmeisterschaft 2006 sein werde, wurde infolge des schlechten Abschneidens bei der Fußball-Europameisterschaft 2000 am 7. Oktober 2001 eine neue Auswahlmannschaft ins Leben gerufen, das Team 2006. Es sollte Spielern die Möglichkeit bieten, sich durch internationalen Spielbetrieb für die A-Nationalmannschaft und zukünftige Turniere zu empfehlen. Erster Trainer der Mannschaft war Uli Stielike, bevor ihm am 8. April 2003 DFB-Trainer Erich Rutemöller folgte.
Das erste Spiel fand am 6. Juni 2002 in Mönchengladbach statt und endete mit der 1:2-Niederlage gegen die A2-Auswahl der Türkei.
Aufgebot:
Hildebrand – Lense (Kern), Friedrich (Fahrenhorst), Wenzel, Meichelbeck (Kling) – Korzynietz, Fritz, Kreuz (Borowski), Dabrowski (Voss), Daun, Bierofka
Das letzte Spiel fand am 15. November 2005 in Mattersburg statt und endete mit einem 5:2-Sieg über Österreich.
Aufgebot:
Weidenfeller (Wessels) – Marx, Ottl, Madlung, Weigelt, Kringe, Rolfes (Cimen), Gentner, Gerber (Schäfer), Auer (Krontiris), Gómez